# Gabriela Rochallyi
Gabriela Rochallyi (* 9. prosince 1984 Košice) je slovenská vizuální umělkyně a spisovatelka.

## Životopis
Narozena v roce 1984 v Košicích. Základní vzdělání získala ve Svitě. Střední školu studovala na Prvním slovenském literárním gymnáziu v Revúcej. Následně studovala slavistiku se zaměřením na polonistiku na Filozofické fakultě Prešovské univerzity (FF PU) v Prešově. V roce 2005 až 2006 studovala na Varšavské univerzitě. Žije v San Ġiljan na Maltě.

## Psaní
Byla oceněna ve slovenské národní soutěži Literární Revúca (2000 a 2002). Publikovala i v kulturně-literárním časopise Rak (2007). Výběrem z tvorby debutovala v první knižní sbírce Aréte (2018), která byla vydána ve Spolku Slovenských spisovatelů. Ve své druhé sbírce Zuby času (2019) navazuje na svůj debut. Podle J. Baláže je poezie Gabriely Rochallyi charakteristická vyzrálostí a hravým střídáním poetických forem. Publikuje také časopisecky.

## Malba
V roce 1994, jako desetiletá, byla oceněna stříbrnou medailí v projektu Shankar's International Children's Competition v kategorii malba. Její malby byly vystaveny a publikovány v různých galeriích (například Still Point Gallery (USA)) a uměleckých časopisech.